# Вентспілський міжнародний радіоастрономічний центр
Вентспілський міжнародний радіоастрономічний центр (ВМРАЦ, Ventspils International Radio Astronomy Centre, VIRAC) заснований в 1971 році в Ірбене (в радянський час «Вентспілс-8»), за 30 км на північ від міста Вентспілс, Латвія на березі Балтійського моря. Створений був радянськими військами як Станція космічної розвідки «Зірка» (часто згадується назва «Зірочка»), в/ч 51429 (649 окремий пункт розвідки радіовипромінювань космічних об'єктів «Вентспілс»), а в 1994 році, після відходу військових, став підпорядковуватися Латвійської академії наук. У 2004 році ВМРАЦ був переданий Вентспілському університетському коледжу (Вентспілська вища школа). Основною метою для ВМРАЦ зараз є входження в Європейську радіоінтерференційну мережу (EVN).

## Керівники обсерваторії
- професор Горєлік — один із творців системи «Зірка»
- 1996 - 2005 — Edgars BERVALDS - директор ВМРАОЦ[2]
- зараз — Юріс Жагарс (Žagars Juris) - директор ВМРАОЦ

## Історія обсерваторії
Влітку 1967 року на найзахіднішій точці СРСР почалося будівництво 649-го окремого пункту розвідки радіовипромінювань космічного простору. Станція космічної розвідки «Зірка» (в/ч 51429) була побудована в 1971 році. На базі центру було 4 радіотелескопи. Основними завданнями станції були перехоплення сигналів з супутників і військових баз і стеження за супутниками. Спеціально для станції космічної розвідки було побудовано селище Ірбене, в якому жило 2000 осіб — військові та їхні сім'ї.

У зв'язку з відходом російських військ з Латвії 22 липня 1994 року станцію було передано в розпорядження Латвійської академії наук. Військові демонтували і вивезли з собою один радіотелескоп. На базі радіотелескопів, що залишилися, у 1996 році було утворено Вентспілський міжнародний радіоастрономічний центр (ВМРАЦ). У 1999 році було підписано договір про участь ВМРАЦ у роботі мережі LFVN (РНДБ-спостереження). Але робота з LFVN була недовгою. У 2004 році ВМРАЦ було передано Вентспілській вищій школі. З 2007 року обсерваторія знову бере участь у проекті LFVN, беручи участь у прийманні сигналів, відбитих від об'єктів ближнього космосу на довжині хвилі 6 см. Основні тематики досліджень, які проходять в даному центрі: радіоастрономія, радіоінтерферометрія, астрометрія, фізика Землі і Сонця. В даний момент[коли?] у Центрі працює 24 співробітники.
У 2014-2015 роках антена РТ-32 пройшла глибоку модернізацію. Крім головного інструмента обсерваторії, було оновлено радіотелескоп РТ-16.

## Інструменти обсерваторії
- П-400 або РТ-32 «Сатурн» (D = 32 м, F = 11,5 м, Fефект = 87 м, S = 400 м2, побудований в 1974 році) — приймальна антена в сантиметровому і дециметровому діапазонах[7] (часто зустрічається помилкова назва «Юпітер»)
- РТ-16 «Плутон» — (часто зустрічається помилкова назва «Сатурн»)
- РТ-8 «Уран» — побудований в 1969 році. Демонтований в 1993 році.
- Мала радіоантена (діаметр ~3 метрів) (1970-1993 рр.) кодове позначення «Меркурій» або «#4»
- 2-х метровий радіотелескоп — працює для астрономічних досліджень (встановлений у 2000-х роках)

## Відділи обсерваторії
- Відділ радіоастрономії
- Відділ супутникових технологій

## Напрямки робіт
- Дослідження Сонця
- Бомбардування Леонідами поверхні Місяця
- Фундаментальні і практичні програми досліджень в радіоастрономії
- Астрофізика
- Космологія
- Геофізика
- Геодинаміка
- Геодезія
- РНДБ-локації тіл Сонячної системи (проект LFVN)
- Отримання даних з супутників
- Астероїди
- Космічне сміття
- Отримання даних і управління ШСЗ «Вента-1[lv]» - першим латвійським супутником (запущений 23 червня 2017 року)

## Цікаві факти
- Від ВМРАЦ до Ірбене йде підземний хід, який видно з поверхні[8] як вал довжиною 3 км. На даний час він законсервований[9]
- Радіолокатор в Ірбене визнаний журналістами Балтійських країн одним з найцікавіших туристичних об'єктів у Латвії[10]